# Else Müller-Kaempff

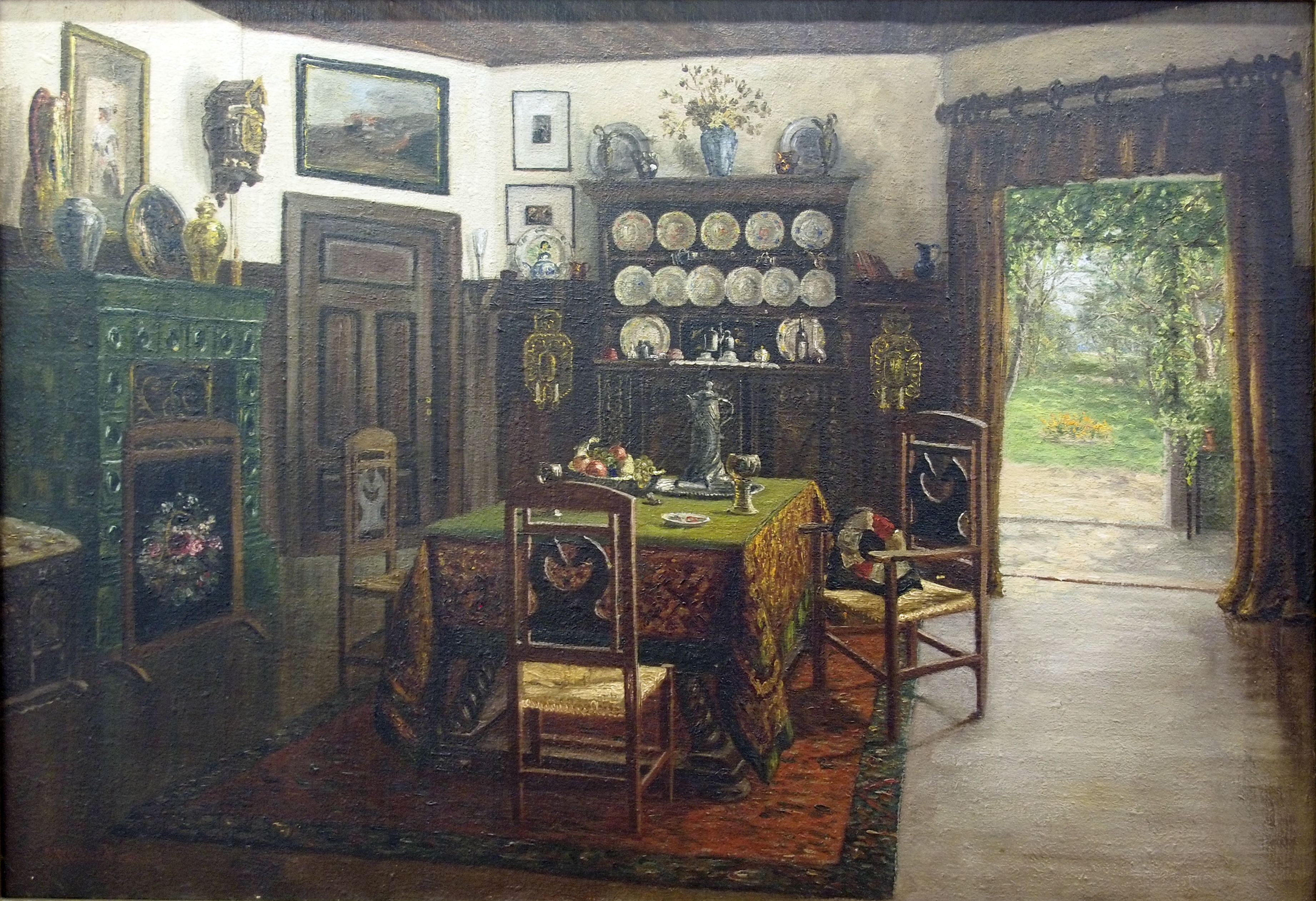
Interieur

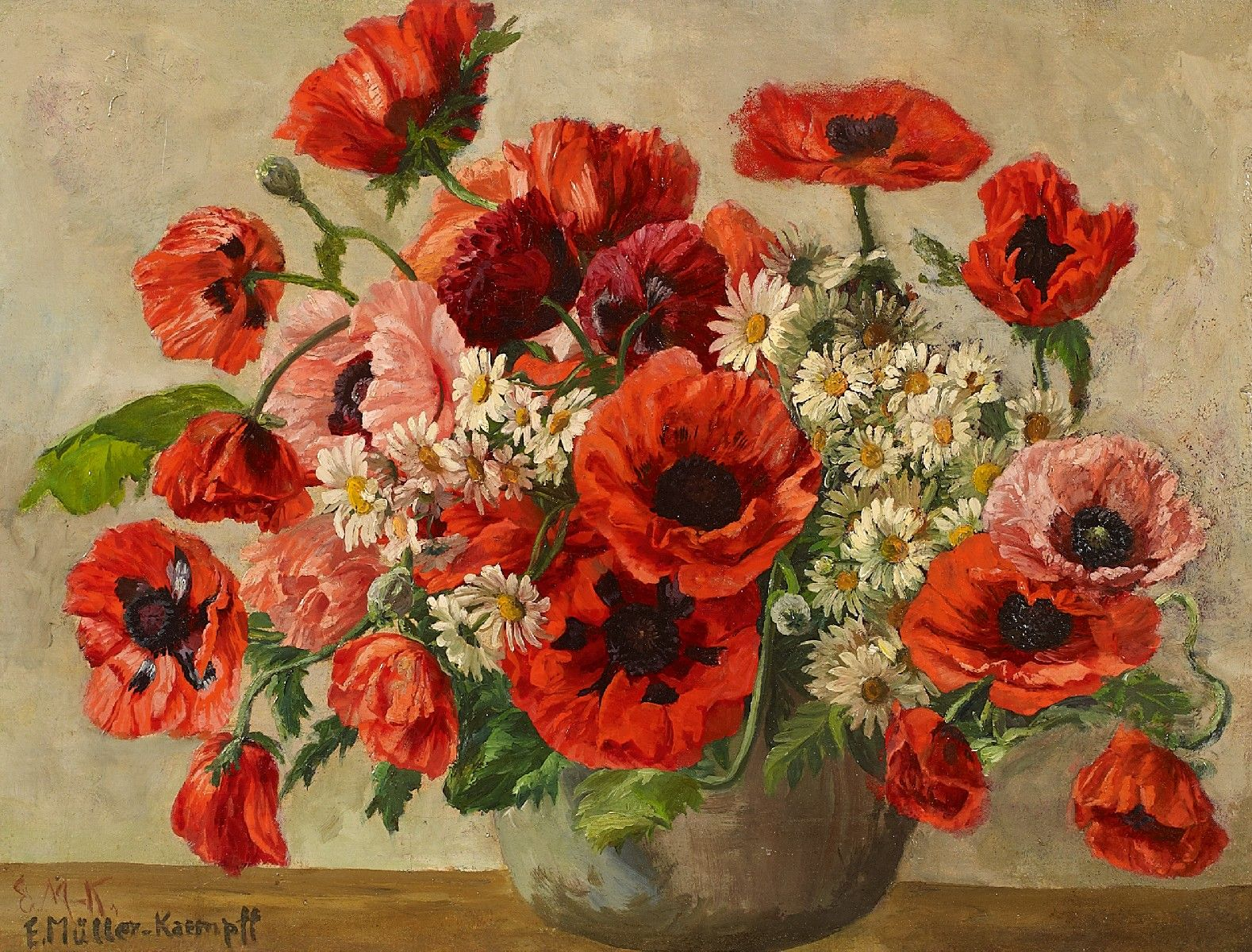
Blumenstrauß mit rotem Klatschmohn

Else Müller-Kaempff (* 28. Juni 1869 in Berlin; † 27. Februar 1940 ebenda; geboren als Marie Elisabeth Schwager) war eine deutsche Malerin.:42

## Leben
Die Protestantin Else Schwager war die Tochter des Berliner Zimmermeisters und späteren Rats-Zimmermeisters Johann Friedrich Schwager und dessen Ehefrau Marie, geb. Dorr.:42 Ihr Bruder Fritz Schwager (1866–1903) studierte Architektur. Bei der Monatskonkurrenz des Architekten-Vereins zu Berlin im November 1898 wurde sein Entwurf eines Doppelgrabsteins besonders gewürdigt.
Über die Schulzeit von Else Schwager sind ebenso wenig Details bekannt, wie über ihre Jugend und mögliche Ausbildung. 1905 heiratete sie den acht Jahre älteren Lithographen, Kunst- und Landschaftsmaler Paul Müller-Kaempff. Beide kennen sich zu diesem Zeitpunkt bereits seit mehreren Jahren, zumal Müller-Kaempff seine spätere Frau unterrichtete. Nach der Überlieferung brachte Else Schwager eine Mitgift von 5.000 Mark in die Ehe ein.:26 Paul Müller-Kaempff hatte 1892 als erster Künstler seinen Wohnsitz nach Ahrenshoop verlegt und damit die gleichnamige Künstlerkolonie begründet.:13 1894 ließ er sich dort die Villa St. Lucas errichten:14 f, in der er bis zu ihrer Verpachtung 1908 eine Sommermalschule unterhielt.:33 Bereits im Jahr 1904 gehören Else Schwager und Paul Müller-Kaempff zu den Gründungsmitgliedern des „Oldenburgischen Künstlerbundes“, dessen Vorsitz Paul Müller-Kaempff auch 1907 übernimmt:27 und bis 1911 innehat.:37 1907 erfolgt, ebenfalls unter der Beteiligung von Else und Paul Müller-Kaempff die Gründung der „Vereinigung Nordwestdeutscher Künstler“.:27 Während Else bereits um 1908 an Asthma leidend ihren Mann kaum unterstützen kann, kehrt dieser 1914 nach Berlin zurück, wo er im Zentrum eine Wohnung in der Kurfürstenstraße 123 bezieht.:37 Else Müller-Kaempff verlässt 1918 Ahrenshoop und nimmt unter ihrem Namen eine eigene Wohnung in Berlin-Wilmersdorf, Prinzregentenstraße 95.:38 Im Folgejahr wechselt sie von dort in die Motzstraße 46.:40 1919 bzw. 1922/1923 werden die Immobilien in Ahrenshoop veräußert, womit die künstlerische Beziehung nach dort abbricht.:38 f Erst 1931 ziehen die Eheleute auch offiziell in Berlin wieder zusammen, indem Paul zu Else nach Wilmersdorf zieht. Ob sie getrennt lebten, ist nicht geklärt. 1934 nehmen sie gemeinsam eine neue Wohnung vis-á-vis in der Motzstraße 93. Während von Paul Müller-Kaempff kein Alterswerk aus diesen Berliner Jahren bekannt ist, obwohl er ein Atelier besaß, wird über Else berichtet, dass sie auch in ihren letzten Lebensjahren noch in „altmeisterlicher Manier“ Blumenstillleben malte.:41 Else Müller-Kaempff war eine eifrige Anhängerin der Christian-Science-Lehre, die ihr eine ärztliche Behandlung untersagte.:42 Sie starb in ihrer Wohnung in der Motzstraße in Berlin-Wilmersdorf an einer erweiterten Aorta und Bauchwassersucht. Ihr Ehemann starb ein Jahr darauf.
Die Grabstelle von Else Müller-Kaempff und ihres Ehemanns befanden sich auf einem heute verwilderten Teil des Wilmersdorfer Waldfriedhofs Stahnsdorf. Im September 2017 wurden die Urnen von Else und Paul Müller-Kaempff auf den Schifferfriedhof von Ahrenshoop umgebettet und der zugehörige Grabstein dort neu aufgestellt.

## Werk
Else Müller-Kaempffs Œuvre steht in enger Verbindung zu dem von ihrem Lehrer und späteren Ehemann Paul Müller-Kaempff. In seinem Umfang ist es weitgehend unbekannt. Umfasst jedoch vorwiegend Blumenstillleben und Innenraumdarstellungen. Teilweise sind ihre Arbeiten, wie die ihres Mannes, im kunstgewerblichen Bereich angesiedelt.:26
- 1900 Interieurbilder von der Villa St. Lucas in Ahrenshoop[1]:26
- 1908 Einbandgestaltung für das Nibelungenlied[1]:26

„Im Gegensatz zu ihrem Mann interessierte Else die Ahrenshooper Landschaft als Sujet kaum. Von ihr sind zahlreiche Interieurgemälde, Blumen- und andere Stillleben erhalten geblieben. Darüber hinaus beschäftigte sie sich mit Handarbeiten und Holzschnitzereien.“

## Ausstellungen
- 1905: Nordwestdeutsche Kunstausstellung, Oldenburg